# Florence Birdwell
Florence Gillam Birdwell (Santa Fe, 31 dicembre 1924 – 15 febbraio 2021) è stata una cantante e insegnante statunitense.

## Biografia
Studiò storia della musica alla Oklahoma City University (OCU), dove conseguì la laurea triennale e magistrale. Dopo ulteriori studi, la Birdwell tornò alla OCU in qualità di insegnante di canto ed ebbe come allievi Kelli O'Hara, Kristin Chenoweth e Susan Powell. Nel 1985 il governatore dell'Oklahoma la insignì del Governor's Arts Award. Nel 1990 fu istituita una borsa di studio in suo nome.